# Rijnprovincie

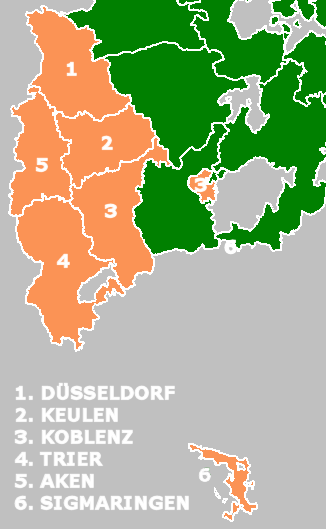
Regierungsbezirke in de Rijnprovincie (1878)

De Rijnprovincie was een provincie van Pruisen die het Rijnland omvatte en bestond van 22 juni 1822 tot 23 augustus 1946.

## Geschiedenis
De Rijnprovincie ontstond op 22 juni 1822 door samenvoeging van de in 1815 in het leven geroepen provincies Gulik-Kleef-Berg en Groothertogdom Beneden-Rijn. Deze provincie verschilde sterk van de rest van het voornamelijk agrarische en hiërarchisch-aristocratische Pruisen in de zin dat ze economisch  modern was met een zelfbewuste burgerij en bovendien grotendeels katholiek. Ze was verdeeld in vijf Regierungsbezirke en omvatte onder meer de steden Aken, Keulen, Duisburg, Düsseldorf en Koblenz.
In 1834 werd de provincie uitgebreid met het van Saksen-Coburg en Gotha gekochte vorstendom Lichtenberg. Na de inlijving van de vorstendommen Hohenzollern-Sigmaringen en Hohenzollern-Hechingen kwam in 1850 het daaruit samengestelde Regierungsbezirk Sigmaringen bij de Rijnprovincie, dat behalve in militair opzicht alle bevoegdheden van een provincie had. Een derde uitbreiding volgde met het Groß-Hamburg-Gesetz in 1937 toen het district Birkenfeld - voorheen een exclave van Oldenburg - op Pruisen overging.
Na de Eerste Wereldoorlog werd de provincie door geallieerde troepen bezet. Het Verdrag van Versailles bepaalde dat het Rijnland gedemilitariseerd moest worden als buffer tussen Duitsland enerzijds en Frankrijk, België, Luxemburg en in mindere mate Nederland anderzijds. In 1920 werd het Saarland met een mandaat van de Volkenbond voor 15 jaar onder Frans bestuur gesteld en kwamen de districten Eupen en Malmedy in Belgische handen.
Adolf Hitler begon in 1936 met de remilitarisering van het Rijnland, waartegen door de overheersende appeasementpolitiek niet werd opgetreden. Van 1940 tot 1945 behoorden de opnieuw ingelijfde districten Eupen en Malmedy weer tot de provincie. Na de Tweede Wereldoorlog viel het noordelijke deel van de Rijnprovincie, de Regierungsbezirke Aken, Düsseldorf en Keulen, als Noord-Rijnland onder de Britse bezettingszone, het zuidelijke deel met Koblenz en Trier onder de Franse bezettingszone. Eerstgenoemde werd in 1946 met de provincie Westfalen verenigd tot de deelstaat Noordrijn-Westfalen, laatstgenoemde met de Beierse Palts, Rijn-Hessen en delen van Hessen-Nassau tot Rijnland-Palts.

## Bestuurlijke indeling (1946)

### Regierungsbezirk Aken
Stadsdistrict (Stadtkreis)
1. Aken

Districten (Landkreise)
1. Aken
2. Düren
3. Erkelenz
4. Geilenkirchen-Heinsberg
5. Jülich
6. Monschau
7. Schleiden
8. Eupen (tot 1919 en 1940-1945, daartussen en daarna deel van België)
9. Malmedy(tot 1919 en 1940-1945, daartussen en daarna deel van België)

### Regierungsbezirk Düsseldorf
Stadsdistricten (Stadtkreise)
1. Barmen (sinds 1929 stadsdeel van Wuppertal)
2. Duisburg
3. Düsseldorf
4. Elberfeld (sinds 1929 stadsdeel van Wuppertal)
5. Essen
6. Hamborn (sinds 1929 stadsdeel van Duisburg)
7. Krefeld
8. Mülheim am Rhein (sinds 1914 stadsdeel van Keulen)
9. Mülheim an der Ruhr
10. München-Gladbach (tot 1929 München-Gladbach, tot 1933 Gladbach-Rheydt, sinds 1960 Mönchengladbach)
11. Neuss
12. Oberhausen
13. Remscheid
14. Rheydt (1929-1933 stadsdeel van Gladbach-Rheydt)
15. Solingen
16. Viersen
17. Wuppertal (sinds 1930, 1929 Barmen-Elberfeld)

Districten (Landkreise)
1. Dinslaken
2. Düsseldorf-Mettmann
3. Geldern
4. Grevenbroich-Neuss
5. Kempen-Krefeld
6. Kleef
7. Moers
8. Rees
9. Rhein-Wupper

### Regierungsbezirk Koblenz

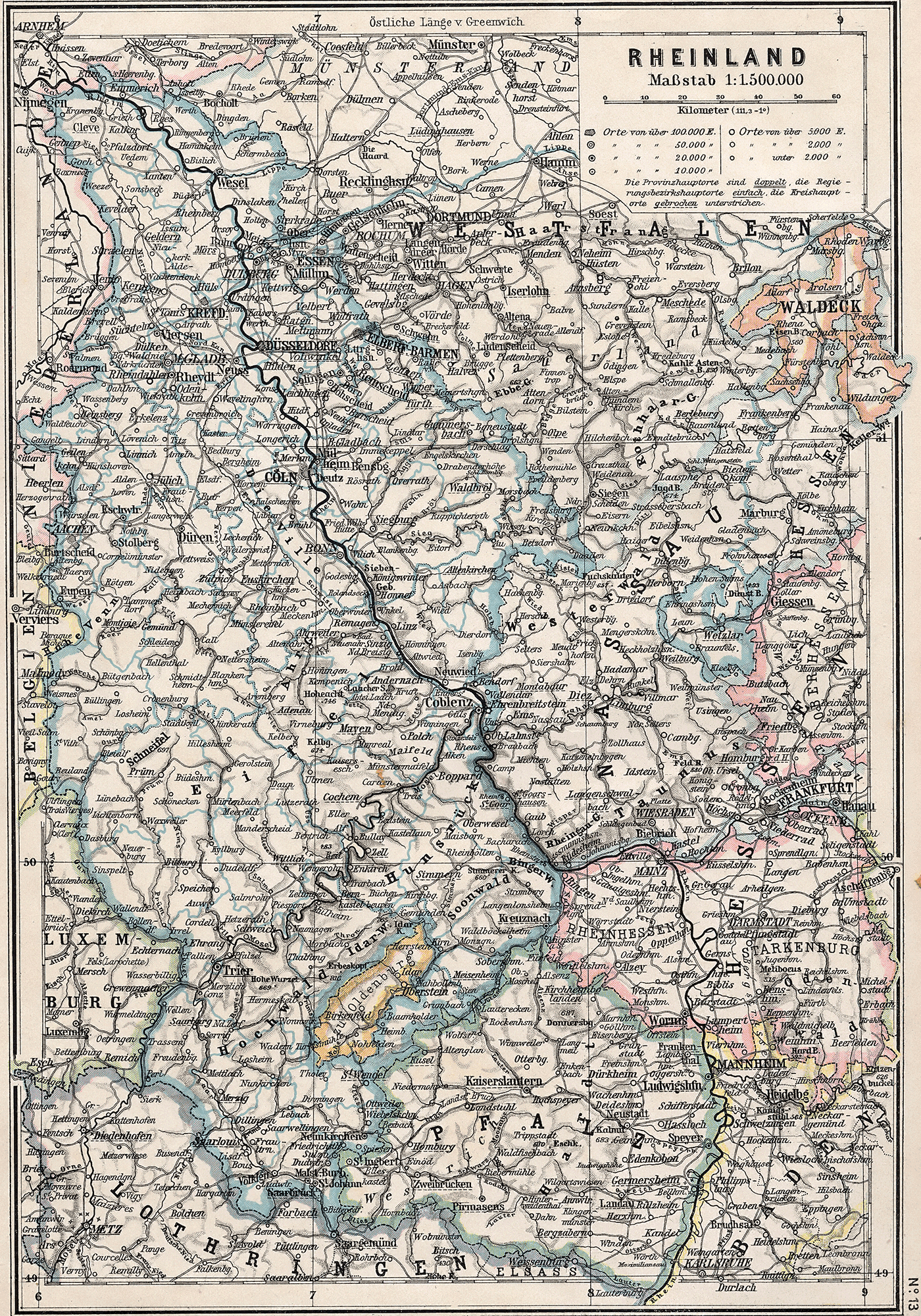
Het Rijnland in 1905

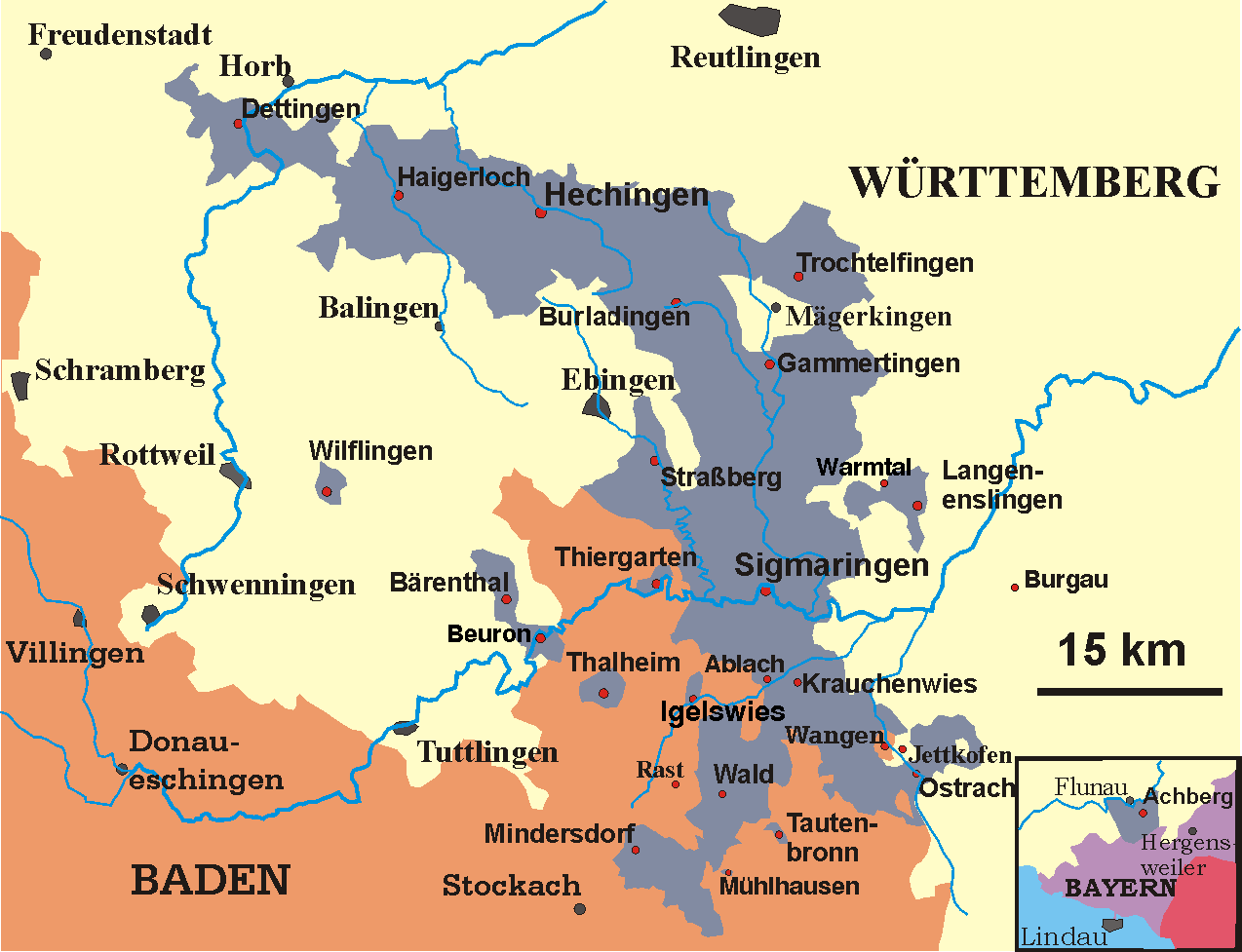
De Hohenzollerische Lande (Regierungsbezirk Sigmaringen) in 1930

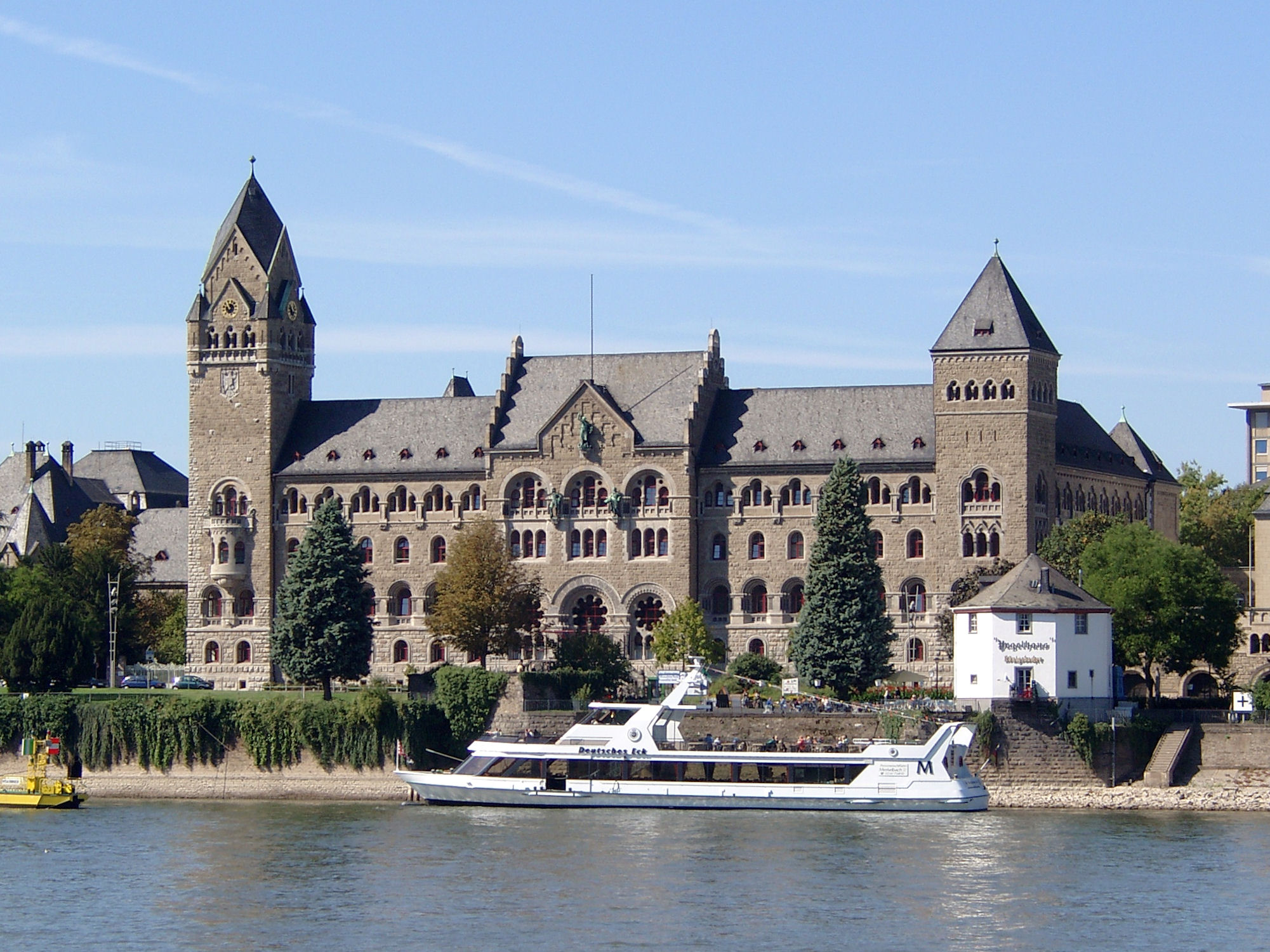
De voormalige zetel van het bestuur van het Regierungsbezirk Koblenz te Koblenz; tegenwoordig zetel van het Bundesamt für Wehrtechnik und Beschaffung

Stadsdistrict (Stadtkreis)
1. Koblenz

Districten (Landkreise)
1. Ahrweiler
2. Altenkirchen
3. Birkenfeld
4. Koblenz
5. Cochem
6. Bad Kreuznach
7. Maye]
8. Neuwied
9. Sankt Goar
10. Simmern
11. Zell

### Regierungsbezirk Keulen
Stadsdistricten (Stadtkreise)
1. Bonn
2. Keulen

Districten (Landkreise)
1. Bergheim
2. Bonn
3. Euskirche
4. Keulen
5. Oberbergisch
6. Rheinisch-Bergisch
7. Siegkreis

### Regierungsbezirk Trier
Stadsdistrict (Stadtkreis)
1. Trier

Districten (Landkreise)
1. Bernkastel
2. Bitburg
3. Daun
4. Merzig-Wadern
5. Prüm
6. Saarburg
7. Trier
8. Wittlich

## Eerste presidenten (Oberpräsidenten)
- 1822-1831: Karl Heinrich Ludwig von Ingersleben
- 1831-1834: Philipp von Pestel
- 1834-1842: Ernst von Bodelschwingh-Velmede
- 1842-1845: Justus Wilhelm Eduard von Schaper
- 1845-1848: Franz August Eichmann
- 1848: Eduard von Möller (a.i.)
- 1848-1850: Franz August Eichmann
- 1850-1851: Rudolf von Auerswald
- 1851-1858: Hans Hugo von Kleist-Retzow
- 1858-1871: Adolph von Pommer-Esche
- 1872-1889: Moritz Heinrich Albrecht von Bardeleben
- 1889-1890: Hans Hermann von Berlepsch
- 1890-1905: Berthold Johann Marcellus Edmund Nasse
- 1905-1910: Clemens August von Schorlemer-Lieser
- 1910-1918: Georg von Rheinbaben
- 1918-1922: Rudolf Felix Joseph von Groote
- 1922-1933: Johannes Fuchs
- 1933-1935: Hermann von Lüninck
- 1935-1945: Josef Terboven

1815:
Brandenburg · Groothertogdom Beneden-Rijn · Gulik-Kleef-Berg · Oost-Pruisen · Pommeren · Posen · Saksen · Silezië · Westfalen · West-Pruisen · 1822: Rijnprovincie · 1829: Pruisen · 1850: Hohenzollernsche Lande · 1867: Hannover · Hessen-Nassau · Sleeswijk-Holstein · 1878: Oost-Pruisen · West-Pruisen · 1919: Neder-Silezië · Opper-Silezië · 1920: Berlijn · 1922: Grensmark Posen-West-Pruisen · 1944: Halle-Merseburg · Keur-Hessen · Maagdenburg · Nassau · 1945: Saksen-Anhalt